# Liste der Biografien/Parh
Liste der Biografien |
Portal Biografien |
Personensuche
# |
A |
B |
C |
D |
E |
F |
G |
H |
I |
J |
K |
L |
M |
N |
O |
P |
Q |
R |
S |
T |
U |
V |
W |
X |
Y |
Z |
?
 
Pa |
Pc |
Pe |
Pf |
Ph |
Pi |
Pj |
Pk |
Pl |
Pm |
Pn |
Po |
Pr |
Ps |
Pt |
Pu |
Pv |
Pw |
Py
 
Paa |
Pab |
Pac |
Pad |
Pae |
Paf |
Pag |
Pah |
Pai |
Paj |
Pak |
Pal |
Pam |
Pan |
Pao |
Pap |
Paq |
Par |
Pas |
Pat |
Pau |
Pav |
Paw |
Pax |
Pay |
Paz
 
Para |
Parb |
Parc |
Pard |
Pare |
Parf |
Parg |
Parh |
Pari |
Park |
Parl |
Parm |
Parn |
Paro |
Parp |
Parq |
Parr |
Pars |
Part |
Paru |
Parv |
Parw |
Pary |
Parz
Die Liste der Biografien führt alle Personen auf, die in der deutschsprachigen Wikipedia einen Artikel haben. Dieses ist eine Teilliste mit 7 Einträgen von Personen, deren Namen mit den Buchstaben „Parh“ beginnt.

## Parh

### Parha
- Parham, Charles Fox (1873–1929), US-amerikanischer Prediger und Mitbegründer der Pfingstbewegung
- Parham, Donald (* 1997), US-amerikanischer FootballspielerDonald Parham (* 1997)

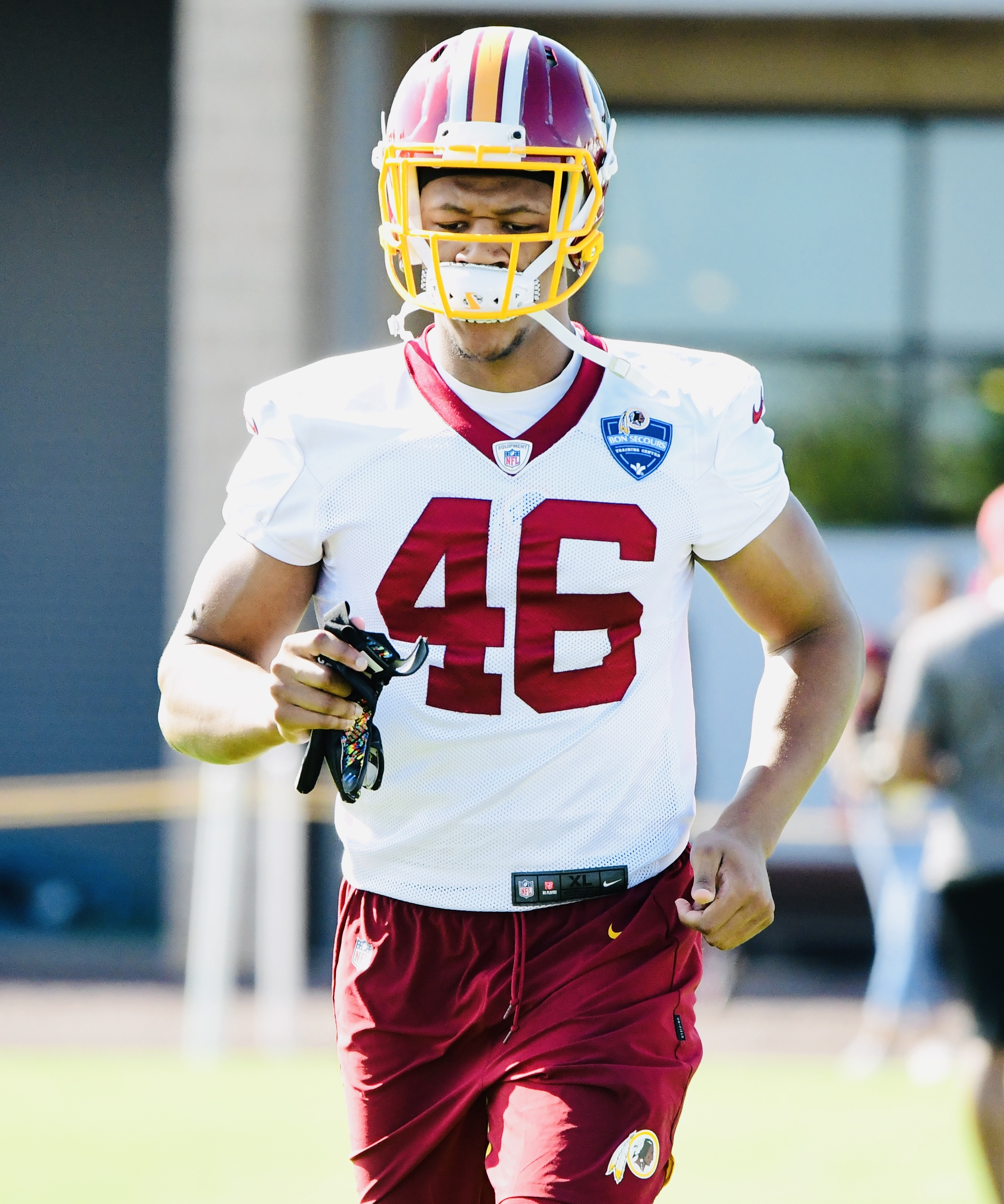
Donald Parham (* 1997)

- Parham, Tiny (1900–1943), US-amerikanischer Jazzpianist und Arrangeur
- Parham, Truck (1911–2002), US-amerikanischer Jazz-Bassist
- Parhamer, Ignaz (1715–1786), österreichischer Pädagoge und Jesuit

### Parho
- Parhomenco, Serghei (* 1973), moldauischer Fußballspieler
- Parhon, Constantin Ion (1874–1969), rumänischer Arzt und Forscher